# Kastrup
Kastrup è una suddivisione del comune danese di Tårnby nonché un sobborgo di Copenaghen, situato a sud-est della capitale.
In passato comune autonomo dal 1918 al 1970 in quanto parrocchia, sorge all'interno della conurbazione di Copenaghen, nella parte orientale dell'isola di Selandia, ed è sede dell'aeroporto di Copenaghen, indicato a volte come "aeroporto di Kastrup" e inaugurato nel 1925.
Il quartiere è servito dalle due stazioni (Kastrup e Lufthavnen) della linea metropolitana M2 di Copenaghen. La prima stazione si trova nel centro di Kastrup, mentre la seconda è il capolinea della linea M2 della metropolitana di Copenaghen e fornisce l'accesso all'aeroporto della capitale.